# Henry Ulke

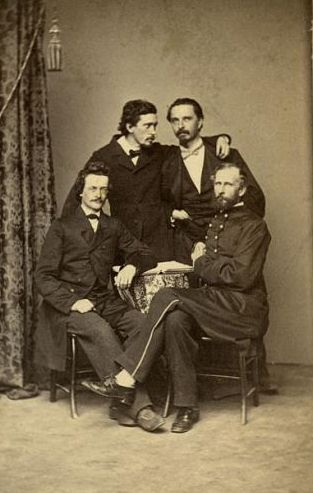
Megatherium Club: (Mitglieder hinten von links) Robert Kennicott, Henry Ulke, (vorn von links) William Stimpson und Henry Bryant (um 1864)

Henry Ulke (* 29. Januar 1821 in Frankenstein, Kreis Frankenstein, Provinz Schlesien; † 17. Februar 1910 in Washington, D.C.) war ein deutschamerikanischer Fotograf und Porträtmaler. Er war auch entomologisch tätig und sammelte Käfer. Sein Sohn war Titus Ulke (1866–1961), ein Metallurge und Insektenkundler.

## Karriere
Ulke studierte zunächst in Breslau Kunst und begann seine Karriere als Hofmaler unter Karl Wilhelm Wach in Berlin, wo er 1842 und 1848 ausstellte. Er schloss sich der Deutschen Revolution von 1848/49 an, wurde verwundet und war einige Zeit in Haft in Spandau, woraufhin er seine Heimat verlassen musste. Mit seinen Brüdern Julian und Lee wanderte er 1849 oder 1852 aus Deutschland nach New York aus, wo er als Henry Ulke bekannt wurde. Er gestaltete zunächst Banknoten, ab 1853 dann Illustrationen für die Magazine Harper’s und Leslie’s in Philadelphia, bis er sich schließlich 1860 in Washington niederließ. 1865 heiratete er Veronica Schultze.
Ulke gehörte dem Megatherium Club an, einer wissenschaftlichen Gesellschaft an der Smithsonian Institution.
Im Nachruf The New York Times heißt es:

„Henry Ulke, whose portraits of Presidents and Cabinet Ministers at Washington gained for him the soubriquet of ‘Painter of Presidents,’ died … as the result of a fall at his home… He was 89 years old. Mr. Ulke was a personal friend of Abraham Lincoln, and at the time of the assassination the dying President was carried into the famous Tenth Street house, where he was boarding. One of Mr. Ulke's best paintings was a portrait of President Grant, which now hangs in the long gallery of the White House…“

„Henry Ulke, dessen Porträts von Präsidenten und Ministern in Washington ihm den Beinamen ‚Präsidentenmaler‘ einbrachten, starb … an den Folgen eines Sturzes in seinem Haus… Er wurde 89 Jahre alt. Ulke war ein persönlicher Freund Abraham Lincolns, und nach dem Anschlag auf ihn wurde der sterbende Präsident in das berühmte Haus an der Tenth Street gebracht, in dem Ulke wohnte. Eines der besten Gemälde Ulkes war ein Porträt Präsident Grants, welches jetzt in der langen Galerie des Weißen Hauses hängt…“